# Lunca Ozunului
Lunca Ozunului – wieś w Rumunii, w okręgu Covasna, w gminie Ozun. W 2011 roku liczyła 145 mieszkańców.